# Ribeirão do Pinhal
Ribeirão do Pinhal este un oraș în Paraná (PR), Brazilia.